# Aquivaldo Mosquera
Pour les articles homonymes, voir Mosquera.
Aquivaldo Mosquera, né le 2 juin 1981 à Apartadó (Colombie), est un footballeur colombien, qui évolue au poste de défenseur au Chiapas FC. Au cours de sa carrière il évolue à l'Atlético Nacional, au CF Pachuca et au Séville FC ainsi qu'en équipe de Colombie.
Mosquera marque un but lors de ses dix-huit sélections avec l'équipe de Colombie depuis 2005. Il participe à la Copa América en 2011 avec la Colombie.

## Biographie
Il est passé par le club mexicain du CF Pachuca avec lequel il a remporté la deuxième partie du championnat, la clausura et la Copa Sudamericana en 2006.

## Carrière
- 2000-2005 : Atlético Nacional
- 2005-2007 : CF Pachuca
- 2007-2009 : Séville FC
- 2009-2014 : Club América  [1]
- 2014-2016 : CF Pachuca
- depuis 2016 :  Deportivo Cali
- 2016-: Chiapas FC

## Palmarès

### En équipe nationale
- 30 sélections et 1 buts avec l'équipe de Colombie depuis 2005.
- Quart-de-finaliste de la Copa América 2011.

### Avec l'Atlético Nacional
- Vainqueur de la  Copa Merconorte en 2000.
- Vainqueur du Championnat de Colombie de football en 2005 (Tournoi d'ouverture).

### Avec le CF Pachuca
- Vainqueur de la  Coupe des champions de la CONCACAF en 2007.
- Vainqueur de la  Copa Sudamericana en 2006.
- Vainqueur du Championnat du Mexique de football en 2006 (Tournoi de clôture) et 2007 (Tournoi de clôture).

### Avec le Séville FC
- Vainqueur de la Supercoupe d'Espagne de football en 2007.